# اینترکانتیننتال اکسچنج
اینترکانتیننتال اکسچنج (به انگلیسی: Intercontinental Exchange) یک شرکت آمریکایی است که دارای مبادلات برای بازارهای مالی و بازار کالا است و ۱۲ تبادل نظارتی و بازار را اداره می‌کند. این شامل بازار معاملات آتی در ایالات متحده، کانادا و اروپا، بورس اوراق بهادار بورس نیویورک و بازار انرژی، اعتباری و سهام فرابورس است.
این کمپانی همچنین دارای ۶ شرکت تسویه وجوه می‌باشد. این شرکت هم‌چنین دارای دفاتر کار در آتلانتا، نیویورک، لندن، شیکاگو، هوستون، وینیپگ، آمستردام، کلگری، واشینگتن، دی سی، سان فرانسیسکو، تل آویو و سنگاپور است.

## عملیات
شرکت اینترکانتیننتال اکسچنج: معاملات بورس و خدمات پاکسازی را در تعدادی از بازارهای مختلف از جمله در زمینه محصول اصلی‌اش تأمین می‌کند.
- بورس اوراق بهادار آینده و گزینه‌ها
  - کشاورزی
  - مالی
  - نفت خام و تصفیه‌شده
  - برق
  - گازمایع و طبیعی
  - گاز طبیعی بریتانیا
  - سایر
- بیش‌از حد توان (ICE OTC)
  - نفت خام و تصفیه‌شده
  - گاز طبیعی
  - برق

این شرکت به موارد زیر تقسیم شده‌استشرکت‌های تابعه:
- بازارها
  - ICE آینده ایالات متحده
  - ICE آینده اروپا- یکی از بزرگترین مبادلات بورس و معاملات آتی و گزینه‌ها
  - ICE آینده سنگاپور
  - ICE اندکس
  - ICE OTC انرژی
  - ICE مبادلات تجاری و اعتبار
- پاک‌سازی
  - ICE پاک‌سازی آمریکا.
  - ICE پاک‌سازی اروپا
  - ICE پاک‌سازی کانادا
  - ICE پاک‌سازی سنگاپور
  - ICE پاک‌سازی هلند
  - ICE پاک‌سازی اعتبار